# DB Regio Mittelfranken
DB Regio Mittelfranken mit Sitz in Nürnberg war ein Geschäftsbereich von DB Regio Bayern und für den schienengebundenen Regionalverkehr im Regierungsbezirk Mittelfranken sowie die S-Bahn Nürnberg zuständig. Die DB Regio Mittelfranken ist seit dem Zusammenschluss mit DB Regio Unterfranken zum 1. Oktober 2010 in der DB Regio Franken aufgegangen.

## Fahrzeuge
DB Regio Mittelfranken verfügte über insgesamt 136 eigene Lokomotiven und 303 Reisezugwagen, die alle in Nürnberg beheimatet sind und in den betriebseigenen Werkstätten gewartet werden. Neben den elektrischen Streckenlokomotiven der Baureihen 111 (57), 143 (66) und 146 (8) befanden sich fünf dieselbetriebene Rangierlokomotiven der Baureihe 214 in ihrem Bestand. Auf den nicht elektrifizierten Strecken wurden Dieseltriebwagen der Baureihen 610 (20), 642 (12) und 648 (27) eingesetzt. Der Reisezugwagenpark bestand aus 198 Wagen vom Typ Silberling, Halberstadt und x-Wagen sowie 105 Doppelstockwagen.

## Werkstätten
Mit dem Bahnbetriebswerk Nürnberg West im Stadtteil Gostenhof und der Reisezugwagenwerkstatt östlich des Hauptbahnhofs an der Regensburger Straße verfügte DB Regio Mittelfranken über zwei Werkstätten für die Instandhaltung ihrer Fahrzeuge. An beiden Standorten sind insgesamt 250 Mitarbeiter beschäftigt.

Bis 2011 sollen die beiden Standorte in einer neuen Anlage auf dem jetzigen Containerbahnhofgelände an der Austraße zusammengefasst werden.

## Zugleistungen
Von DB Regio Mittelfranken wurden folgende Regional-Express-, Regionalbahn- und S-Bahn-Linien betrieben:
- RE Nürnberg – Fürth – Erlangen – Bamberg – Schweinfurt
- RE Nürnberg – Fürth – Erlangen – Bamberg – Coburg – Sonneberg (Thr.)
- RB Fürth – Zirndorf – Cadolzburg
- RB Fürth – Siegelsdorf – Markt Erlbach
- RB Gunzenhausen – Pleinfeld
- RB Neustadt (Aisch) – Bad Windsheim – Steinach (bei Rothenburg)
- RB Nürnberg – Fürth – Siegelsdorf – Neustadt (Aisch) – Markt Bibart
- RB Nürnberg – Lauf (rechts Pegnitz) – Neunkirchen am Sand – Hersbruck (rechts Pegnitz) – Neuhaus (Pegnitz)
- RB Nürnberg – Allersberg (Rothsee)
- RB Nürnberg – Lauf (rechts Pegnitz) – Neunkirchen am Sand – Simmelsdorf-Hüttenbach
- RB Nürnberg Nordost – Eschenau – Gräfenberg (Gräfenbergbahn)
- RB Roth – Hilpoltstein
- RB Steinach (bei Rothenburg) – Rothenburg ob der Tauber
- RB Wicklesgreuth – Windsbach
- S Nürnberg Hbf – Lauf (links Pegnitz)
- S Nürnberg Hbf – Feucht – Altdorf
- S Nürnberg Hbf – Schwabach – Roth

## AusschreibungDieselnetz Nürnberg

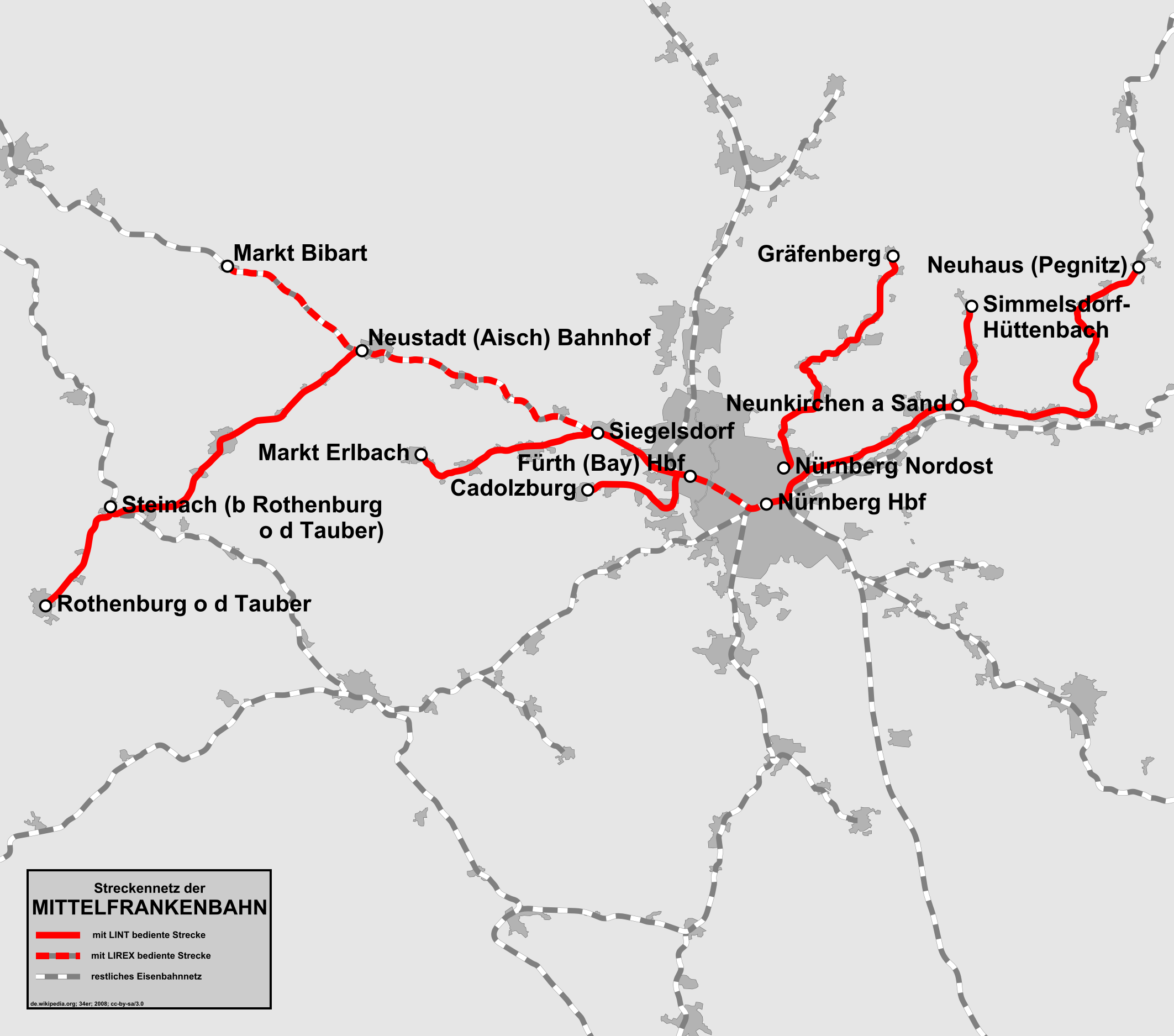
Streckennetz der Mittelfrankenbahn

Von der Bayerischen Eisenbahngesellschaft (BEG) wurde am 2. März 2005 das „Dieselnetz Nürnberg“ ausgeschrieben. Die Ausschreibung beinhaltete die Regionalbahn-Leistungen auf den Strecken Nürnberg Nordost – Gräfenberg, Nürnberg – Simmelsdorf-Hüttenbach, Nürnberg – Neuhaus (Pegnitz), Nürnberg – Neustadt (Aisch) (– Markt Bibart), Fürth – Cadolzburg, Fürth – Markt Erlbach, Neustadt (Aisch) – Steinach (bei Rothenburg) sowie Steinach (bei Rothenburg) – Rothenburg und umfasste eine Verkehrsleistung von 3,2 Millionen Zugkilometern pro Jahr bei einer Laufzeit von zehn Jahren.

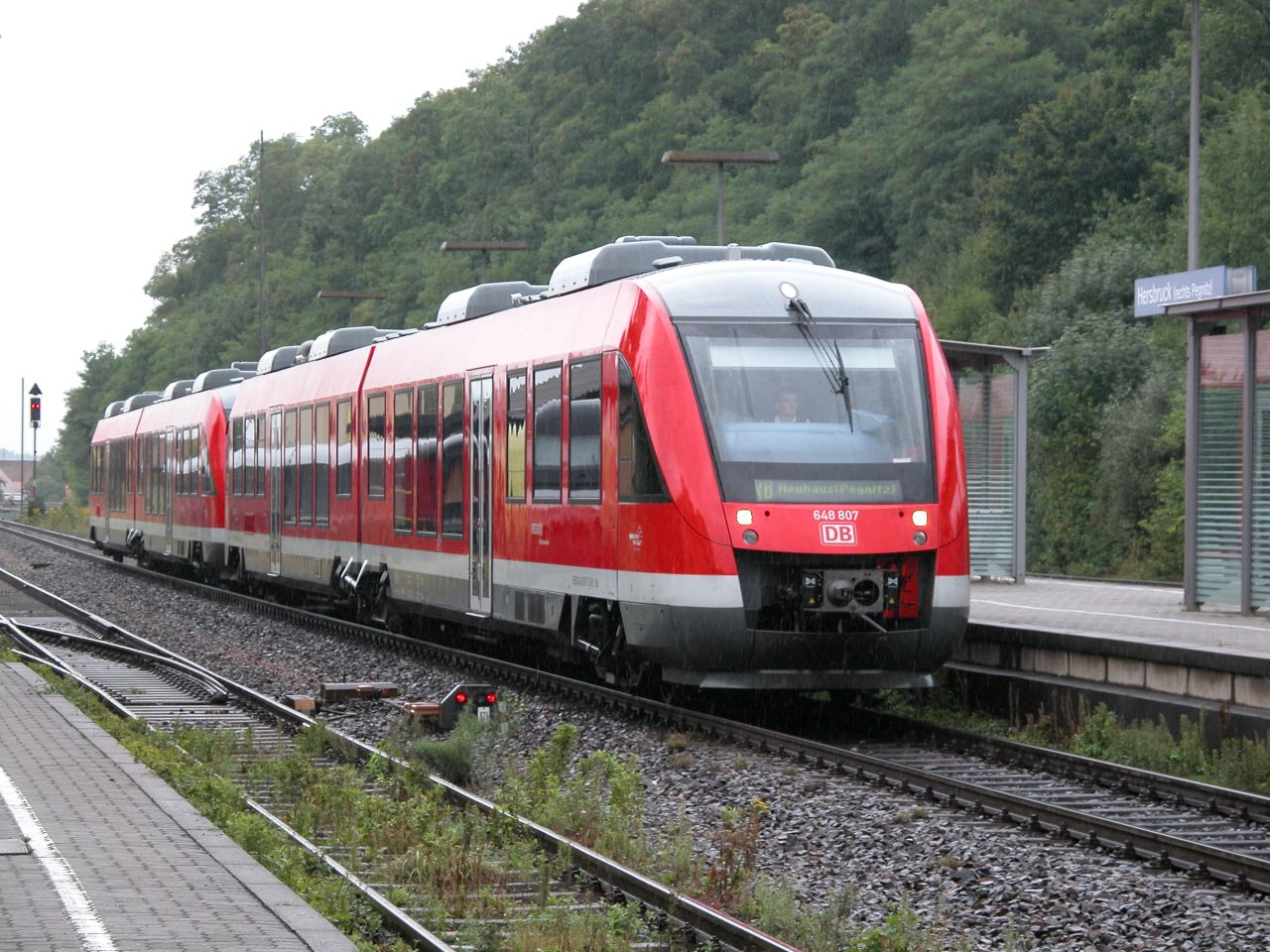
Triebwagen der BR 648 im Bahnhof Hersbruck (rechts Pegnitz)

Aus diesem Wettbewerb ging DB Regio Mittelfranken mit dem „Franklin“ am 18. November 2005 als Gewinner hervor, wofür zunächst 30 Dieseltriebzüge vom Typ LINT 41 für 70 Millionen Euro bei Alstom bestellt wurden. Das Bedienungskonzept sah ursprünglich vor, die Linien Nürnberg – Siegelsdorf – Neustadt (Aisch) und Neustadt (Aisch) – Steinach (bei Rothenburg) miteinander zu einer durchgehenden Linie zu verknüpfen und die Linie Fürth – Siegelsdorf – Markt Erlbach mittels Flügelung in Siegelsdorf nach Nürnberg durchzubinden. Durch den Beschluss von BEG und DB zum Bau des Haltepunkts Neustadt (Aisch) Mitte bis Dezember 2009 musste dieses Konzept geändert werden, da die Dieseltriebzüge wegen ihrer geringeren Leistung den Haltepunkt nicht ohne Auswirkung auf die Streckenkapazität hätten bedienen können. Daher wurde die Bestellung der Fahrzeuge von der DB modifiziert und drei LINT-41-Einheiten mit finanzieller Unterstützung der BEG durch drei leistungsstärkere Elektrotriebzüge vom Typ Alstom Coradia Continental ersetzt. Diese verkehren zukünftig auf der Linie Nürnberg – Neustadt (Aisch), wodurch allerdings die Direktverbindungen von Nürnberg nach Markt Erlbach und Steinach (bei Rothenburg) nicht mehr angeboten werden können. Am 27. November 2007 hat DB Regio Mittelfranken die Änderung des Markennamens von „Franklin“ in „Mittelfrankenbahn“ bekannt gegeben, Grund dafür war eine Befragung unter Fahrgästen und Mitarbeitern.
Anfang Januar 2008 begann die Auslieferung der Triebzüge, die zunächst 6000 Kilometer an Testfahrten in ihrem zukünftigen Einsatzgebiet absolvieren mussten. Seit 30. April 2008 waren die ersten Triebzüge vorab auf den Strecken Nürnberg – Neunkirchen am Sand – Simmelsdorf-Hüttenbach / Neuhaus (Pegnitz) im regulären Fahrgastbetrieb im Einsatz, mit dem Fahrplanwechsel am 14. Dezember 2008 nahm die Mittelfrankenbahn ihren Betrieb auf.
2016 wurden acht neue Fahrzeuge des Typs VT 622 für die Strecken nach Cadolzburg, Gräfenberg, Markt Erlbach, Neuhaus (Pegnitz) und nach Simmelsdorf-Hüttenbach bestellt, die die alten Fahrzeuge des Typs VT 642 bzw. VT 648 ergänzen sollen. Die Auslieferung der ersten Fahrzeuge erfolgte pünktlich Anfang Januar 2019, sodass sie nach Test- und Schulungsfahrten planmäßig ab Juni desselben Jahres zum Einsatz kommen sollen.